# Tutti frutti (programma televisivo)
Tutti frutti è un programma televisivo tedesco, andato in onda per tre stagioni dal 21 gennaio 1990 al 21 febbraio 1993 in seconda serata su RTL Television, con la conduzione di Hugo Egon Balder. Si tratta della versione locale del format italiano Colpo grosso.
Dopo oltre vent'anni, RTL Nitro propone una nuova edizione dello spettacolo in onda a partire dal 30 dicembre 2016, con la conduzione di Jörg Draeger e Alexander Wipprecht.

## La trasmissione
Si tratta di un game show attraverso il quale due concorrenti per puntata, un uomo e una donna, si sfidano rispondendo a domande e giocando con la sorte attraverso alcuni giochi tipici dei casinò. Per vincere il premio in palio, tuttavia, devono necessariamente riuscire a spogliare un gruppo di ragazze presenti in studio, ciascuna rappresentante un diverso stato dell'Europa.
La trasmissione è stata originariamente realizzata per RTL Television in seguito all'acquisizione dei diritti di trasmissione del format originale di Italia 7, venendo registrato nei medesimi studi della ASA Television di Cologno Monzese e condividendo con l'edizione italiana l'impostazione generale del varietà, la scenografia e anche le componenti del cast; le ragazze Cin Cin, simbolo del programma, le spogliarelliste e anche le co-conduttrici del format (Monique Sluyter e Tiziana D'Arcangelo nella prima e nella seconda stagione, Gabriella Lunghi nella terza) erano le stesse della versione italiana. Il ruolo del conduttore spettava a Hugo Egon Balder, mentre il conduttore della versione originale, Umberto Smaila, supervisionava l'edizione.
Sono state proposte tre differenti stagioni del programma, in onda con cadenza settimanale ogni domenica notte, per un totale di circa 140 puntate. L'ultima puntata è stata trasmessa il 21 febbraio 1993, "sopravvivendo" così di un anno al format originale italiano, terminato l'anno precedente.
Il programma ottenne un notevole successo di pubblico, registrando un ascolto di quattro milioni di telespettatori.

### Nuova edizione
Nel 2016 l'emittente digitale tedesca del gruppo del gruppo RTL RTL Nitro, rivolta prevalentemente ad un pubblico maschile, ha annunciato l'imminente realizzazione di una nuova edizione del programma a oltre 23 anni dalla trasmissione dell'ultima puntata, che ha debuttato in seconda serata il 30 dicembre dello stesso anno, con la conduzione di Jörg Draeger e Alexander Wipprecht.
Il programma torna in onda senza stravolgimenti del format originale e con sei nuove "ragazze Cin Cin": Annetta Negare (ciliegia), Daria Eppert (limone), Jennifer Martin (kiwi), Lea Götz (mandarino), Victoria Paschold (mirtillo) e Giuliana Blanquita (fragola); alla prima puntata hanno preso parte anche l'ex conduttore Hugo Egon Balder, Monique Sluyter e due "ragazze Cin Cin" delle edizioni degli anni novanta.